# Лагеттский вазописец
Лагеттский вазописец (нем. Laghetto-Maler, англ. Laghetto Painter) — анонимный греческий вазописец, работал в 4 веке до н. э. в краснофигурной технике. Известен своей мастерской кампанской вазописи.
Характерным мотивом вазописца было изображение 4 женщин, сидящих на камне, иногда усеченном блоке или просто на алтаре. Тело фигуры изображалось в профиль на три четверти.
Около 100 ваз авторства Лаггетского вазописца и вазописца Иксиона хранятся в Государственном Эрмитаже в Санкт-Петербурге.